# Distrito electoral local 15 de la Ciudad de México
El XV Distrito Electoral Local de Ciudad de México es uno de los 33 Distritos Electorales Locales en los que se encuentra dividido el territorio del Distrito Federal. Su cabecera es la Alcaldía Iztacalco.
Está formado por toda la Alcaldía Iztacalco a excepción del extremo oriente. Al poniente, se extiende por Av. Río Churubusco, desde Viaducto Río de la Piedad hasta Canal Río de Churubusco; al sur, recorre por Canal Río de Churubusco, desde Av. Río Churubusco hasta Río Amarillo y luego Oriente 217 para continuar por Av. FF.CC. Río Frío y Av. Canal de Tezontle hasta Av. Canal de San Juan donde da vuelta hacia el norte por esa avenida y luego Avenida Siete hasta Canal Río Churubusco, donde gira al poniente hasta Viaducto Río de la Piedad.

## Legisladores locales por el distrito

### Asamblea de Representantes del Distrito Federal (1988 - 1997)
| Representante             | Grupo parlamentario | Asamblea | Periodo     |
| ------------------------- | ------------------- | -------- | ----------- |
| Ofelia Casillas Ontiveros |                     | I        | 1988 - 1991 |
| Genaro Martínez Moreno    |                     | II       | 1991 - 1994 |
| Luis Velázquez Jaacks     |                     | III      | 1994 - 1997 |

### Asamblea Legislativa del Distrito Federal (1997 - 2018)
| Diputado                      | Grupo parlamentario | Legislatura | Periodo     |
| ----------------------------- | ------------------- | ----------- | ----------- |
| Arne Aus den Ruthen Haag      |                     | I           | 1997 - 2000 |
| Walter Alberto Widmer López   |                     | II          | 2000 - 2003 |
| Pablo Trejo Pérez             |                     | III         | 2003 - 2006 |
| Daniel Ordóñez Hernández      |                     | IV          | 2006 - 2009 |
| Erasto Ensástiga Santiago     |                     | V           | 2009 - 2012 |
| Miriam Saldaña Chairez        |                     | VI          | 2012 - 2015 |
| Felipe Félix de la Cruz Ménez |                     | VII         | 2015 - 2018 |

### Congreso de la Ciudad de México (desde 2018)
| Diputado                       | Grupo parlamentario | Legislatura | Periodo     |
| ------------------------------ | ------------------- | ----------- | ----------- |
| José de Jesús Martín del Campo |                     | I           | 2018 - 2021 |
| Marcela Fuente Castillo        | II                  | 2021 - 2024 |             |
| Pablo Trejo Pérez              | III                 | 2024 -      |             |

## Resultados electorales

### 2021
|  | 37.0014 % |

|  | 5.8092 % |

|  | 12.9498 % |

|  | 24.3950 % |

|  | 2.6463 % |

|  | 0.7392 % |

|  | 1.6389 % |

|  | 0.8737 % |

|  | 7.2719 % |

|  | 1.8630 % |

|  | 0.1275 % |

|  | 3.1237 % |

|  | 100.00 % |